# Middle East Command
Il Middle East Command, successivamente chiamato Middle East Land Forces, è stata la parte dell'Esercito britannico stabilita prevalentemente in Egitto durante la seconda guerra mondiale.
il suo scopo principale fu quello di comandare le forze di terra britanniche del Medio Oriente e di coordinarsi con la Mediterranean Fleet e con il RAF Middle East Command operanti negli stessi scenari di guerra.
Il Middle East Command supervisionò le operazioni militari in una serie molto vasta di territori: dal deserto libico all'Africa orientale, dal Medio Oriente alla Grecia. Dopo la sconfitta delle forze dell'asse in Africa e l'arrivo di nuove forze anglo-americane durante l'Operazione Torch, il controllo dei territori conquistati venne trasferito all'" Allied Forces Headquarters".

## Francobolli "MEF"
Dal 1942, vennero rilasciati dei francobolli britannici con la sovrastampa "MEF". Questi francobolli vennero utilizzati nei territori conquistati: Eritrea (marzo 1942) Somalia italiana (13 aprile 1942), Cirenaica e Tripolitania (nel 1943) e nelle isole del Dodecaneso (1945). Erano utilizzati prevalentemente dal personale militare.
Questi francobolli vennero gradualmente sostituiti con altri francobolli che riportavano sovrastampe specifiche per ogni territorio.

## Dopoguerra
Dopo il 1945, il Middle East Command venne riorganizzato nel Middle East Land Forces. Il Middle East Land Forces comandò la forza in Libia (la 25th Armoured Brigade, che in seguito fu integrata nella 10th Armoured Division) fino al 1957, la 1st Infantry Division, e la 3rd Infantry Division, due reggimenti armati ed altre forze, nella zona del Canale di Suez fino ai primi anni 50.